# Organothiofosfáty
Organothiofosfáty jsou skupina organických sloučenin fosforu, jedná se o thio-analogy organofosfátů. Některé se používají jako pesticidy, jiné mají lékařská využití, nebo se používají jako aditiva do motorových olejů. Obecný vzorec může být například (RO)3PS, [(RO)2P(S)O]−, nebo R(RO)2PS.

Echothiofát se používá na léčbu glaukomu
Amifostin, používaný při chemoterapii
Chlorpyrifos, insekticid
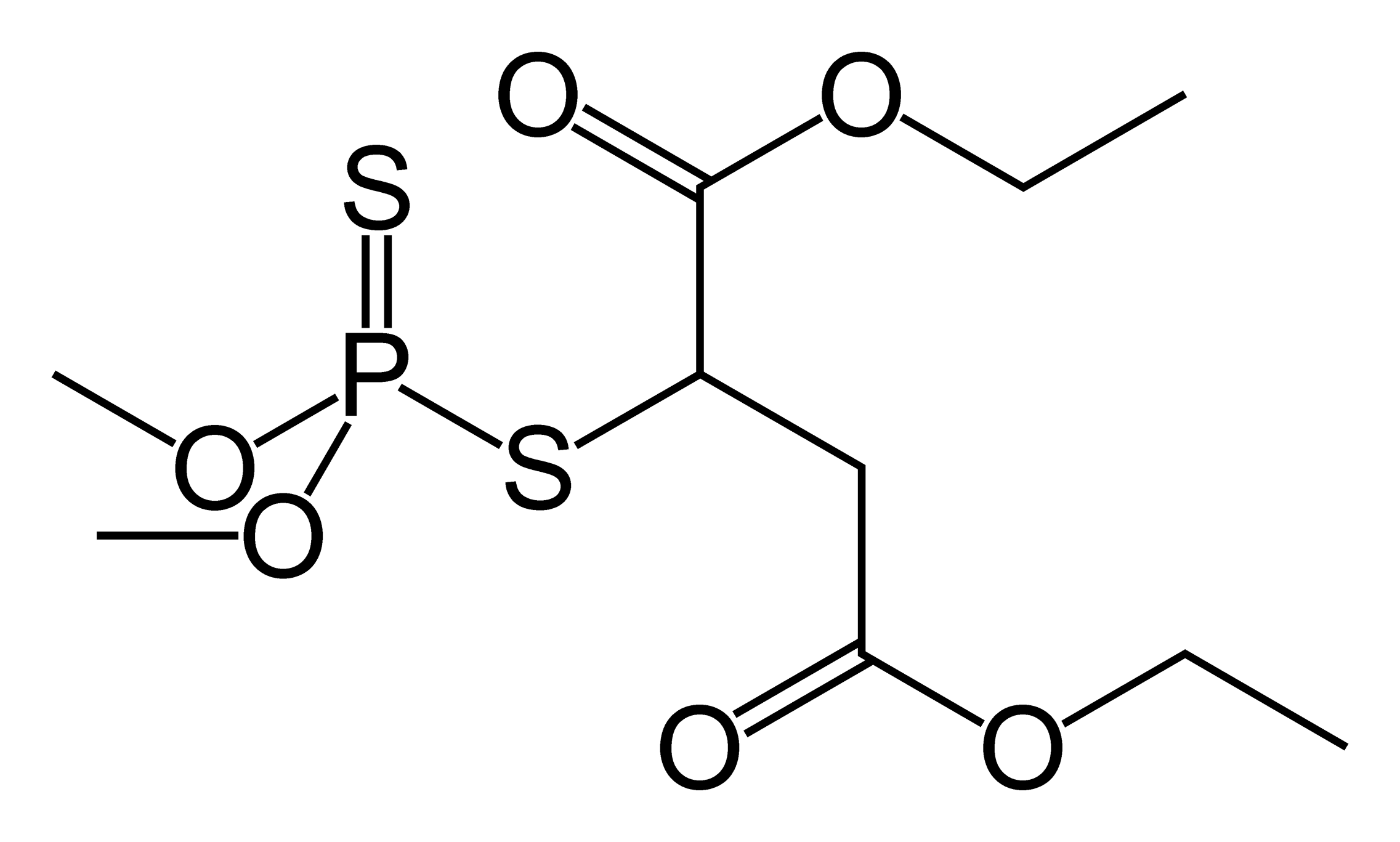
Malathion, insekticid

## Struktura a výroba
Thiofosfáty mají čtyřstěnné molekuly s centry tvořenými pětimocným fosforem. Původně se předpokládalo, že molekuly thiofosfátů obsahují dvojné vazby mezi fosforem a sírou (P=S), jako je znázorněno u malathionu. Tato vazba však spíše bývá jednoduchá, jak je znázorněno u amifostinu.
Tyto sloučeniny lze považovat za organickou obdobu thiofosforečnanů (PO4−xS 3−
x ). Řada z nich se připravuje přes diorganodithiofosforečné kyseliny jako meziprodukty, které se vytváří reakcemi sulfidu fosforečného s příslušnými alkoholy.
P2S5 + 4 ROH → 2 (RO)2PS2H + H2S
Podobně se připravují kyselina dimethyldithiofosforečná, prekurzor malathionu, a kyselina diethyldithiofosforečná.